# Escrime aux Jeux paralympiques d'été de 2000
Navigation
Atlanta 1996 Athènes 2004
La compétition d'escrime des Jeux paralympiques d'été de 2000 se déroulent dans la ville de Sydney. 15 épreuves y sont organisées : 9 masculines et 6 féminines.

## Résultats

### Podiums masculins
| Épreuves                 | Or                                                              | Argent                                                                      | Bronze                                                                   |
| ------------------------ | --------------------------------------------------------------- | --------------------------------------------------------------------------- | ------------------------------------------------------------------------ |
| Épée individuelle Cat A  | Dariusz Pender (POL)                                            | Udo Schwarz (GER)                                                           | Alberto Pellegrini (ITA)                                                 |
| Épée individuelle Cat B  | Jean Rosier (FRA)                                               | Ting Ching Chung (HKG)                                                      | Daniel Lamata (ESP)                                                      |
| Épée par équipes open    | France Robert Citerne Christian Lachaud Cyril Moré Jean Rosier  | Allemagne Uwe Bartmann Wilfried Lipinski Jürgen Mayer Udo Schwarz           | Hong Kong Ting Ching Chung Wai Ip Kwong Yan Yun Tai                      |
| Fleuret individuel Cat A | Ying Ki Fung (HKG)                                              | Alberto Pellegrini (ITA)                                                    | Robert Citerne (FRA)                                                     |
| Fleuret individuel Cat B | Charn Hung Hui (HKG)                                            | Ting Ching Chung (HKG)                                                      | Pál Szekeres (HUN)                                                       |
| Fleuret par équipes open | Hong Kong Charn Hung Hui Kam Loi Chan Wai Ip Kwong Ying Ki Fung | Pologne Piotr Czop Dariusz Pender Radoslaw Stanczuk Tomasz Walisiewicz      | Italie Soriano Ceccanti Gerardo Mari Alberto Pellegrini Alberto Serafini |
| Sabre individuel Cat A   | Ying Ki Fung (HKG)                                              | Cyril Moré (FRA)                                                            | Wolfgang Kempf (GER)                                                     |
| Sabre individuel Cat B   | Robert Wysmierski (POL)                                         | Piotr Czop (POL)                                                            | Pascal Durand (FRA)                                                      |
| Sabre par équipes open   | France Serge Besseiche Pascal Durand Cyril Moré Yvon Pacault    | Pologne Piotr Czop Arkadiusz Jablonski Tomasz Walisiewicz Robert Wysmierski | Hong Kong Charn Hung Hui Kam Loi Chan Yan Yun Tai Ying Ki Fung           |

### Podiums féminins
| Épreuves                 | Or                                                          | Argent                                                                          | Bronze                                                                          |
| ------------------------ | ----------------------------------------------------------- | ------------------------------------------------------------------------------- | ------------------------------------------------------------------------------- |
| Épée individuelle Cat A  | Jadwiga Polasik (POL)                                       | Silke Schwarz (GER)                                                             | Zsuzsanna Krajnyák (HUN)                                                        |
| Épée individuelle Cat B  | Marta Wyrzykowska (POL)                                     | Judit Palfi (HUN)                                                               | Esther Weber-Kranz (GER)                                                        |
| Épée par équipes open    | Pologne Jadwiga Polasik Agnieszka Rozkres Marta Wyrzykowska | Allemagne Carmen Hillinger Silke Schwarz Waltraud Stollwerck Esther Weber-Kranz | France Sophie Belgodere Patricia Picot Murielle van de Cappelle                 |
| Fleuret individuel Cat A | Patricia Picot (FRA)                                        | Agnieszka Rozkres (POL)                                                         | Zsuzsanna Krajnyák (HUN)                                                        |
| Fleuret individuel Cat B | Marta Wyrzykowska (POL)                                     | Esther Weber-Kranz (GER)                                                        | Murielle van de Cappelle (FRA)                                                  |
| Fleuret par équipes open | Pologne Jadwiga Polasik Agnieszka Rozkres Marta Wyrzykowska | France Sophie Belgodere Patricia Picot Murielle van de Cappelle                 | Allemagne Carmen Hillinger Silke Schwarz Waltraud Stollwerck Esther Weber-Kranz |

### Tableau des médailles
| Rang  | Nation    | Or | Argent | Bronze | Total |
| ----- | --------- | -- | ------ | ------ | ----- |
| 1     | Pologne   | 7  | 4      | 0      | 11    |
| 2     | France    | 4  | 2      | 4      | 10    |
| 3     | Hong Kong | 4  | 2      | 2      | 8     |
| 4     | Allemagne | 0  | 5      | 3      | 8     |
| 5     | Hongrie   | 0  | 1      | 3      | 4     |
| 6     | Italie    | 0  | 1      | 2      | 3     |
| 7     | Espagne   | 0  | 0      | 1      | 1     |
| Total | Total     | 15 | 15     | 15     | 45    |